# الحمامى (الظهار)

تعديل مصدري - تعديل

الحمامى هي إحدى قرى عزلة ثواب الأسفل بمديرية الظهار التابعة لمحافظة إب، بلغ تعداد سكانها 2176 نسمة حسب تعداد اليمن لعام 2004.